# Municipio de Benton (condado de Ottawa)
El municipio de Benton (en inglés: Benton Township) es un municipio ubicado en el condado de Ottawa en el estado estadounidense de Ohio. En el año 2010 tenía una población de 2641 habitantes y una densidad poblacional de 22,9 personas por km².

## Geografía
El municipio de Benton se encuentra ubicado en las coordenadas 41°34′1″N 83°14′42″O / 41.56694, -83.24500. Según la Oficina del Censo de los Estados Unidos, el municipio tiene una superficie total de 115.32 km², de la cual 114,7 km² corresponden a tierra firme y (0,54 %) 0,62 km² es agua.

## Demografía
Según el censo de 2010, había 2641 personas residiendo en el municipio de Benton. La densidad de población era de 22,9 hab./km². De los 2641 habitantes, el municipio de Benton estaba compuesto por el 97,92 % blancos, el 0,08 % eran afroamericanos, el 0,19 % eran amerindios, el 0,15 % eran asiáticos, el 0,64 % eran de otras razas y el 1,02 % eran de una mezcla de razas. Del total de la población el 3,29 % eran hispanos o latinos de cualquier raza.